# فهرست کشورها بر پایه بدهی خارجی
در زیر فهرست کشورها بر پایه بدهی خارجی (انگلیسی: List of countries by external debt) آمده‌است.
| رتبه | کشور                   | بدهی خارجی{   | تاریخ               | سرانه برحسب دلار آمریکا | نسبت بدهی خارجی به تولید ناخالص داخلی |
| ---- | ---------------------- | ------------- | ------------------- | ----------------------- | ------------------------------------- |
| ۱    | ایالات متحده آمریکا    | ۱٫۹۰۱۹۳×۱۰۱۳  | 31 December 2017    | ۵۸٬۲۰۰                  | ۹۸                                    |
| ۲    | بریتانیا               | ۸٫۴۷۵۹۵۶×۱۰۱۲ | 31 December 2017    | ۱۲۷٬۰۰۰                 | ۳۱۳                                   |
| ۳    | فرانسه                 | ۵٫۶۸۹۷۴۵×۱۰۱۲ | 31 December 2017    | ۸۷٬۲۰۰                  | ۲۱۳                                   |
| ۴    | آلمان                  | ۵٫۳۹۸۲۶۷×۱۰۱۲ | 31 December 2017    | ۶۵٬۶۰۰                  | ۱۴۱                                   |
| ۵    | هلند                   | ۴٫۵۱۰۴×۱۰۱۲   | 31 December 2017    | ۲۶۴٬۰۰۰                 | ۵۲۲                                   |
| ۶    | لوکزامبورگ             | ۴٫۱۱۳۴۱۹×۱۰۱۲ | 31 December 2017    | ۶٬۹۶۸٬۰۰۰               | ۶٬۳۰۷                                 |
| ۷    | ژاپن                   | ۳٫۵۸۶۸۱۷×۱۰۱۲ | 31 December 2017    | ۲۸٬۲۰۰                  | ۷۴                                    |
| ۸    | ایتالیا                | ۲٫۵۱۰۶۹×۱۰۱۲  | 31 December 2017    | ۴۲٬۳۰۰                  | ۱۲۴                                   |
| ۹    | جمهوری ایرلند          | ۲٫۳۸۴۲۴۷×۱۰۱۲ | 31 December 2017    | ۴۹۶٬۰۰۰                 | ۶۸۴                                   |
| ۱۰   | اسپانیا                | ۲٫۲۵۹۱۲۷×۱۰۱۲ | 31 December 2017    | ۴۸٬۷۰۰                  | ۱۶۷                                   |
| ۱۱   | کانادا                 | ۱٫۹۳۱۹×۱۰۱۲   | 31 December 2017    | ۵۲٬۳۰۰                  | ۱۱۵                                   |
| ۱۲   | سوئیس                  | ۱٫۸۲۰۶۹۵×۱۰۱۲ | 31 December 2017    | ۲۱۳٬۱۰۰                 | ۲۶۹                                   |
| ۱۳   | چین                    | ۱٫۷۱۰۶۲۵×۱۰۱۲ | 31 December 2017    | ۱٬۲۰۰                   | ۱۴                                    |
| —    | هنگ کنگ                | ۱٫۵۶۵۱۷۲×۱۰۱۲ | 30 June 2017        | ۲۱۰٬۷۰۰                 | ۴۵۹                                   |
| ۱۴   | استرالیا               | ۱٫۴۸۷۷۲×۱۰۱۲  | 30 June 2017        | ۶۰٬۸۰۰                  | ۱۲۶                                   |
| ۱۵   | سنگاپور                | ۱٫۳۲۰۵۶۷×۱۰۱۲ | 30 June 2017        | ۲۳۱٬۰۰۰                 | ۴۵۳                                   |
| ۱۶   | بلژیک                  | ۱٫۲۷۸۴۶۵×۱۰۱۲ | 30 June 2017        | ۱۱۲٬۰۰۰                 | ۲۶۵                                   |
| ۱۷   | سوئد                   | ۹٫۳۸۶۹۲×۱۰۱۱  | 30 June 2017        | ۹۴٬۵۰۰                  | ۱۷۷                                   |
| ۱۸   | اتریش                  | ۶٫۳۸۳۴×۱۰۱۱   | 30 June 2017        | ۷۳٬۱۰۰                  | ۱۶۷                                   |
| ۱۹   | نروژ                   | ۶٫۲۳۲۲۳×۱۰۱۱  | 30 June 2017        | ۱۱۷٬۰۰۰                 | ۱۶۹                                   |
| ۲۰   | برزیل                  | ۵٫۵۶۴۱۸×۱۰۱۱  | 30 September 2017   | ۳٬۲۰۰                   | ۳۰                                    |
| ۲۱   | روسیه                  | ۵٫۳۷۴۵۸×۱۰۱۱  | 30 September 2017   | ۳٬۷۰۰                   | ۴۰                                    |
| ۲۲   | هند                    | ۵٫۱۳۴۳۸×۱۰۱۱  | 31 December 2017    | ۳۸۰                     | ۲۰                                    |
| ۲۳   | دانمارک                | ۴٫۹۱۶۱۷×۱۰۱۱  | 30 June 2017        | ۸۵٬۷۰۰                  | ۱۶۳                                   |
| ۲۴   | فنلاند                 | ۴٫۸۳۳۶۹×۱۰۱۱  | 30 June 2017        | ۸۷٬۵۰۰                  | ۱۹۶                                   |
| ۲۵   | یونان                  | ۴٫۷۶۹۹۷×۱۰۱۱  | 31 December 2017    | ۴۲٬۸۰۰                  | ۲۲۸                                   |
| ۲۶   | ترکیه                  | ۴٫۵۳۲۰۷×۱۰۱۱  | 31 December 2017    | ۵٬۵۰۰                   | ۵۳                                    |
| ۲۷   | پرتغال                 | ۴٫۴۷۰۲۲×۱۰۱۱  | 30 June 2017        | ۴۳٬۳۰۰                  | ۲۱۶                                   |
| ۲۸   | مکزیک                  | ۴٫۳۷۳۶۷×۱۰۱۱  | 31 December 2017    | ۳٬۳۰۰                   | ۳۸                                    |
| ۲۹   | کره جنوبی              | ۴٫۰۷۳۴۱×۱۰۱۱  | 30 June 2017        | ۷٬۵۰۰                   | ۲۷                                    |
| ۳۰   | لهستان                 | ۳٫۶۳۶۵۸×۱۰۱۱  | 30 June 2017        | ۹٬۵۰۰                   | ۷۰                                    |
| ۳۱   | اندونزی                | ۳٫۳۵۲۸۹×۱۰۱۱  | 30 June 2017        | ۱٬۳۰۰                   | ۳۴                                    |
| ۳۲   | امارات متحده عربی      | ۲٫۲۰۴×۱۰۱۱    | ۳۱ دسامبر ۲۰۱۶ est. | ۲۳٬۵۰۰                  | ۵۹                                    |
| ۳۳   | مالزی                  | ۲٫۰۲۵۷۲×۱۰۱۱  | 30 June 2017        | ۶٬۸۰۰                   | ۷۵                                    |
| ۳۴   | عربستان سعودی          | ۲٫۰۰۹×۱۰۱۱    | ۳۱ دسامبر ۲۰۱۶ est. | ۶٬۱۰۰                   | ۳۱                                    |
| ۳۵   | آرژانتین               | ۳٫۶۳۱۱۷×۱۰۱۱  | 31 December 2017    | ۸٬۲۸۰                   | 66                                    |
| ۳۶   | موریس                  | ۱٫۸۹۲۲×۱۰۱۱   | 30 June 2017        | ۱۴۸٬۰۰۰                 | ۱٬۵۳۶                                 |
| ۳۷   | نیوزیلند               | ۱٫۸۶۲۱۶×۱۰۱۱  | 31 March 2017       | ۴۰٬۳۰۰                  | ۱۰۰                                   |
| ۳۸   | شیلی                   | ۱٫۷۳۹۲×۱۰۱۱   | 31 August 2017      | ۹٬۰۰۰                   | ۶۶                                    |
| —    | تایوان                 | ۱٫۷۰۱۳۸×۱۰۱۱  | 30 June 2017        | ۷٬۴۰۰                   | ۳۳                                    |
| —    | پورتوریکو              | ۱٫۶۷۴×۱۰۱۱    | ۳۱ ژانویه ۲۰۱۵ est. | ۴۷٬۸۰۰                  | ۱۶۴                                   |
| ۳۹   | قزاقستان               | ۱٫۶۵۵۰۱×۱۰۱۱  | 31 March 2017       | ۹٬۱۰۰                   | ۱۱۷                                   |
| ۴۰   | قطر                    | ۱٫۵۹۲×۱۰۱۱    | ۳۱ دسامبر ۲۰۱۶ est. | ۶۸٬۱۰۰                  | ۱۰۲                                   |
| ۴۱   | مجارستان               | ۱٫۴۸۰۲۴×۱۰۱۱  | 30 June 2017        | ۱۵٬۰۰۰                  | ۱۲۱                                   |
| ۴۲   | آفریقای جنوبی          | ۱٫۴۲۸۳۳×۱۰۱۱  | 31 December 2016    | ۲٬۶۰۰                   | ۴۸                                    |
| ۴۳   | تایلند                 | ۱٫۴۰۵۱×۱۰۱۱   | 30 June 2017        | ۲٬۰۰۰                   | ۳۳                                    |
| ۴۴   | جمهوری چک              | ۱٫۳۷۶۰۶×۱۰۱۱  | 31 December 2016    | ۱۳٬۰۰۰                  | ۷۰                                    |
| ۴۵   | کلمبیا                 | ۱٫۲۱۰۹۷۲×۱۰۱۱ | 31 January 2017     | ۲٬۵۰۰                   | ۴۳                                    |
| ۴۶   | قبرس                   | ۱٫۱۹۶۷۲×۱۰۱۱  | 30 June 2017        | ۹۷٬۲۰۰                  | ۵۹۷                                   |
| ۴۷   | اوکراین                | ۱٫۱۴۸۳۶×۱۰۱۱  | 30 June 2017        | ۲٬۶۰۰                   | ۱۲۲                                   |
| ۴۸   | ونزوئلا                | ۱٫۱۰۸۷۸×۱۰۱۱  | 30 September 2015   | ۳٬۵۰۰                   | ۲۳                                    |
| ۴۹   | رومانی                 | ۱٫۰۸۸۸×۱۰۱۱   | 31 July 2017        | ۵٬۱۰۰                   | ۵۵                                    |
| ۵۰   | مالت                   | ۹٫۶۲۵۱۳×۱۰    | 30 June 2017        | ۲۲۳٬۰۰۰                 | ۸۷۹                                   |
| ۵۱   | اسرائیل                | ۸٫۹۴۳۸۴×۱۰    | 30 June 2017        | ۱۰٬۷۰۰                  | ۲۶                                    |
| ۵۲   | اسلواکی                | ۸٫۶۶۳×۱۰      | 30 June 2017        | ۱۵٬۹۰۰                  | ۹۱                                    |
| ۵۳   | پاکستان                | ۸٫۲۹۸۰۷×۱۰    | 30 June 2017        | ۳۸۰                     | ۲۶                                    |
| ۵۴   | پرو                    | ۷٫۴۶۵۱۲×۱۰    | 31 December 2016    | ۲٬۳۰۰                   | ۳۸                                    |
| ۵۵   | فیلیپین                | ۷٫۲۴۹۳×۱۰     | 30 June 2017        | ۷۲۰                     | ۲۵                                    |
| ۵۶   | عراق                   | ۶٫۸۰۱×۱۰      | ۳۱ دسامبر ۲۰۱۶ est. | ۱٬۸۰۰                   | ۴۴                                    |
| ۵۷   | مصر                    | ۶٫۷۳۲۲۶×۱۰    | 31 December 2016    | ۷۰۰                     | ۴۱                                    |
| ۵۸   | ویتنام                 | ۵٫۰۹۳۷۷×۱۰    | 31 December 2015    | ۵۰۰                     | ۲۶                                    |
| ۵۹   | اسلوونی                | ۴٫۹۹۵×۱۰      | 30 June 2017        | ۲۴٬۰۰۰                  | ۱۰۹                                   |
| ۶۰   | مراکش                  | ۴٫۸۸۳۰۳×۱۰    | 30 June 2017        | ۱٬۴۰۰                   | ۴۴                                    |
| ۶۱   | کویت                   | ۴٫۷۸۹×۱۰      | ۳۱ دسامبر ۲۰۱۶ est. | ۱۱٬۷۰۰                  | ۴۳                                    |
| ۶۲   | سری‌لانکا               | ۴٫۶۵۸۵۷×۱۰    | 31 December 2016    | ۲٬۲۰۰                   | ۵۹                                    |
| ۶۳   | کرواسی                 | ۴٫۶۰۸۴۷×۱۰    | 30 June 2017        | ۱۰٬۷۰۰                  | ۸۷                                    |
| ۶۴   | سودان                  | ۴٫۵×۱۰        | 31 December 2015    | ۱٬۱۰۰                   | ۴۷                                    |
| ۶۵   | لتونی                  | ۴٫۱۱۴۷×۱۰     | 30 June 2017        | ۲۱٬۲۰۰                  | ۱۴۷                                   |
| ۶۶   | بلغارستان              | ۴٫۰۴۱۹×۱۰     | 31 January 2018     | ۵٬۷۰۰                   | ۶۶                                    |
| ۶۷   | بلاروس                 | ۳٫۸۹۷۵×۱۰     | 30 June 2017        | ۴٬۰۰۰                   | ۸۳                                    |
| ۶۸   | آنگولا                 | ۳٫۷۷×۱۰       | ۳۱ دسامبر ۲۰۱۶ est. | ۱٬۴۰۰                   | ۴۱                                    |
| ۶۹   | اکوادور                | ۳٫۶۷۴۷۲×۱۰    | 31 August 2017      | ۲٬۱۰۰                   | ۳۵                                    |
| ۷۰   | لیتوانی                | ۳٫۶۴۲۷۷×۱۰    | 30 June 2017        | ۱۲٬۷۰۰                  | ۸۶                                    |
| ۷۱   | صربستان                | ۲٫۷۹۵۴×۱۰     | 30 June 2017        | ۳٬۲۰۰                   | ۷۸                                    |
| ۷۲   | لبنان                  | ۲٫۷۷۹۶×۱۰     | 31 December 2016    | ۴٬۶۰۰                   | ۵۴                                    |
| ۷۳   | اردن                   | ۲٫۷۷۵۶۴×۱۰    | 30 June 2017        | ۳٬۴۰۰                   | ۳۰                                    |
| ۷۴   | کوبا                   | ۲٫۶۳۲×۱۰      | ۳۱ دسامبر ۲۰۱۶ est. | ۲٬۳۰۰                   | ۳۴                                    |
| ۷۵   | اروگوئه                | ۲٫۶۱۴۹۲×۱۰    | 31 December 2016    | ۷٬۶۰۰                   | ۵۰                                    |
| ۷۶   | جمهوری دومینیکن        | ۲٫۶۰۵×۱۰      | ۳۱ دسامبر ۲۰۱۶ est. | ۲٬۴۰۰                   | ۳۶                                    |
| ۷۷   | بنگلادش                | ۲٫۵۹۶۳×۱۰     | 30 June 2016        | ۱۶۰                     | ۱۲                                    |
| ۷۸   | مغولستان               | ۲٫۵۲۱۵×۱۰     | 30 June 2017        | ۷٬۸۰۰                   | ۱۸۶                                   |
| ۷۹   | تونس                   | ۲٫۵۱۲۴۷×۱۰    | 31 December 2012    | ۲٬۲۰۰                   | ۵۶                                    |
| ۸۰   | کاستاریکا              | ۲٫۴۹۱×۱۰      | ۳۱ دسامبر ۲۰۱۶ est. | ۵٬۱۰۰                   | ۴۳                                    |
| ۸۱   | ایسلند                 | ۲٫۴۳۹۰۶×۱۰    | 30 June 2017        | ۷۲٬۷۰۰                  | ۱۱۸                                   |
| ۸۲   | اتیوپی                 | ۲٫۲۴۹×۱۰      | ۳۱ دسامبر ۲۰۱۶ est. | ۲۲۰                     | ۳۲                                    |
| ۸۳   | کنیا                   | ۲٫۲۱۷۱۹×۱۰    | 30 June 2017        | ۳۷۰                     | ۲۶                                    |
| ۸۴   | پاپوآ گینه نو          | ۲٫۲۰۴×۱۰      | ۳۱ دسامبر ۲۰۱۶ est. | ۲٬۸۰۰                   | ۱۱۱                                   |
| ۸۵   | ترینیداد و توباگو      | ۲٫۱۵۳۲۱×۱۰    | 31 December 2016    | ۱۵٬۷۰۰                  | ۷۶                                    |
| ۸۶   | غنا                    | ۲٫۱۱۷×۱۰      | ۳۱ دسامبر ۲۰۱۶ est. | ۷۰۰                     | ۵۰                                    |
| ۸۷   | بحرین                  | ۲٫۱۱۶×۱۰      | ۳۱ دسامبر ۲۰۱۶ est. | ۱۴٬۹۰۰                  | ۶۶                                    |
| ۸۸   | عمان                   | ۲٫۰۸۵×۱۰      | ۳۱ دسامبر ۲۰۱۶ est. | ۴٬۴۰۰                   | ۳۵                                    |
| ۸۹   | استونی                 | ۲٫۰۵۲۵۱×۱۰    | 31 December 2016    | ۱۵٬۷۰۰                  | ۹۱                                    |
| ۹۰   | گواتمالا               | ۱٫۹۰۹×۱۰      | ۳۱ دسامبر ۲۰۱۶ est. | ۱٬۱۰۰                   | ۲۸                                    |
| ۹۱   | پالائو                 | ۱٫۸۳۸×۱۰      | ۳۱ دسامبر ۲۰۱۴ est. | ۸۴۶٬۰۰۰                 | ۶٬۲۰۹                                 |
| ۹۲   | پاناما                 | ۱٫۸۳۴۱×۱۰     | 28 February 2018    | ۴٬۴۰۰                   | ۳۰                                    |
| ۹۳   | باهاما                 | ۱٫۷۵۶×۱۰      | ۳۱ دسامبر ۲۰۱۳ est. | ۴۴٬۲۰۰                  | ۱۹۴                                   |
| ۹۴   | جامائیکا               | ۱٫۶۷۶×۱۰      | ۳۱ دسامبر ۲۰۱۶ est. | ۶٬۰۰۰                   | ۱۲۲                                   |
| ۹۵   | موناکو                 | ۱٫۶۵×۱۰       | ۳۰ ژوئن ۲۰۱۰ est.   | ۴۳۴٬۰۰۰                 | ۲۴۰                                   |
| ۹۶   | گرجستان                | ۱٫۶۴۱۶۵×۱۰    | 30 June 2017        | ۳٬۹۰۰                   | ۱۰۸                                   |
| ۹۷   | پاراگوئه               | ۱٫۶۱۲۲۴×۱۰    | 31 December 2016    | ۲٬۴۰۰                   | ۵۸                                    |
| ۹۸   | تانزانیا               | ۱٫۵۸۹×۱۰      | ۳۱ دسامبر ۲۰۱۶ est. | ۲۸۰                     | ۳۴                                    |
| ۹۹   | ازبکستان               | ۱٫۵۷۵×۱۰      | ۳۱ دسامبر ۲۰۱۶ est. | ۵۰۰                     | ۲۴                                    |
| ۱۰۰  | نیجریه                 | ۱٫۵۰۴۷×۱۰     | 30 June 2017        | ۶۰                      | ۳                                     |
| ۱۰۱  | السالوادور             | ۱٫۴۹×۱۰       | ۳۱ دسامبر ۲۰۱۶ est. | ۲٬۴۰۰                   | ۵۶                                    |
| ۱۰۲  | لائوس                  | ۱٫۱۹۸×۱۰      | ۳۱ دسامبر ۲۰۱۶ est. | ۱٬۷۰۰                   | ۸۷                                    |
| ۱۰۳  | نیکاراگوئه             | ۱٫۱۱×۱۰       | ۳۱ دسامبر ۲۰۱۶ est. | ۱٬۸۰۰                   | ۸۳                                    |
| ۱۰۴  | زیمبابوه               | ۱٫۰۹×۱۰       | ۳۱ دسامبر ۲۰۱۶ est. | ۶۷۰                     | ۷۷                                    |
| ۱۰۵  | ارمنستان               | ۱٫۰۰۴۴×۱۰     | 30 June 2017        | ۳٬۳۰۰                   | ۹۴                                    |
| ۱۰۶  | ساحل عاج               | ۱٫۰۰۲۸۱×۱۰    | 31 December 2015    | ۴۲۰                     | ۲۸                                    |
| ۱۰۷  | کامبوج                 | ۹٫۸۲۴۴×۱۰۹    | 31 December 2016    | ۶۰۰                     | ۴۹                                    |
| ۱۰۸  | موزامبیک               | ۹٫۵۵۴×۱۰۹     | ۳۱ دسامبر ۲۰۱۶ est. | ۳۲۰                     | ۷۹                                    |
| ۱۰۹  | زامبیا                 | ۹٫۲۷×۱۰۹      | ۳۱ دسامبر ۲۰۱۶ est. | ۵۴۰                     | ۴۵                                    |
| ۱۱۰  | آلبانی                 | ۸٫۶۳۱۵×۱۰۹    | 30 June 2017        | ۲٬۹۰۰                   | ۷۳                                    |
| ۱۱۱  | هندوراس                | ۸٫۰۴۲×۱۰۹     | ۳۱ دسامبر ۲۰۱۶ est. | ۱٬۰۰۰                   | ۳۸                                    |
| ۱۱۲  | قرقیزستان              | ۷٫۸۶۶۸×۱۰۹    | 31 December 2016    | ۱٬۳۰۰                   | ۱۲۰                                   |
| ۱۱۳  | مقدونیه شمالی          | ۷٫۶۴۵۵×۱۰۹    | 31 December 2016    | ۳٬۷۰۰                   | ۷۴                                    |
| ۱۱۴  | کامرون                 | ۷٫۳۷۵×۱۰۹     | ۳۱ دسامبر ۲۰۱۶ est. | ۳۰۰                     | ۲۴                                    |
| ۱۱۵  | یمن                    | ۷٫۱۹۱۵×۱۰۹    | 31 January 2015     | ۲۶۰                     | ۲۱                                    |
| ۱۱۶  | ایران                  | ۷٫۱۱۶×۱۰۹     | ۳۱ دسامبر ۲۰۱۶ est. | ۹۰                      | ۲                                     |
| ۱۱۷  | جمهوری آذربایجان       | ۶٫۹۱۳۲×۱۰۹    | 31 December 2016    | ۱٬۳۰۰                   | ۲۰                                    |
| ۱۱۸  | مولدووا                | ۶٫۵۹۴۷×۱۰۹    | 31 December 2016    | ۱٬۶۰۰                   | ۹۸                                    |
| ۱۱۹  | نامیبیا                | ۶٫۵۱۵×۱۰۹     | ۳۱ دسامبر ۲۰۱۶ est. | ۲٬۵۰۰                   | ۶۴                                    |
| ۱۲۰  | میانمار                | ۶٫۴۰۱۲×۱۰۹    | 31 December 2015    | ۱۲۰                     | ۱۷                                    |
| ۱۲۱  | بولیوی                 | ۶٫۳۴۰۸×۱۰۹    | 31 December 2015    | ۶۰۰                     | ۱۹                                    |
| ۱۲۲  | اوگاندا                | ۶٫۲۴۱×۱۰۹     | ۳۱ دسامبر ۲۰۱۶ est. | ۱۵۰                     | ۲۴                                    |
| ۱۲۳  | سنگال                  | ۶٫۱۸۶×۱۰۹     | ۳۱ دسامبر ۲۰۱۶ est. | ۳۹۰                     | ۴۲                                    |
| ۱۲۴  | سوریه                  | ۵٫۹۱۸×۱۰۹     | ۳۱ دسامبر ۲۰۱۶ est. | ۳۰۰                     | ۲۴                                    |
| ۱۲۵  | جمهوری دموکراتیک کنگو  | ۵٫۳۳۱×۱۰۹     | ۳۱ دسامبر ۲۰۱۶ est. | ۷۰                      | ۱۳                                    |
| ۱۲۶  | گابن                   | ۵٫۱۵۸×۱۰۹     | ۳۱ دسامبر ۲۰۱۶ est. | ۲٬۹۰۰                   | ۳۵                                    |
| ۱۲۷  | کره شمالی              | ۵×۱۰۹         | 2013 est.           | ۲۰۰                     | ۱۸                                    |
| ۱۲۸  | جمهوری کنگو            | ۴٫۸۱۷×۱۰۹     | ۳۱ دسامبر ۲۰۱۶ est. | ۱٬۰۰۰                   | ۵۵                                    |
| ۱۲۹  | بوسنی و هرزگوین        | ۴٫۷۱۶۶×۱۰۹    | 30 June 2017        | ۱٬۳۰۰                   | ۳۱                                    |
| ۱۳۰  | باربادوس               | ۴٫۴۹×۱۰۹      | 2010 est.           | ۱۵٬۷۰۰                  | ۱۰۰                                   |
| ۱۳۱  | ماداگاسکار             | ۴٫۰۰۷×۱۰۹     | ۳۱ دسامبر ۲۰۱۶ est. | ۱۶۰                     | ۴۱                                    |
| ۱۳۲  | مالی                   | ۳٫۶۲۶×۱۰۹     | ۳۱ دسامبر ۲۰۱۶ est. | ۲۰۰                     | ۲۶                                    |
| ۱۳۳  | موریتانی               | ۳٫۵۸۵×۱۰۹     | ۳۱ دسامبر ۲۰۱۶ est. | ۸۴۰                     | ۷۶                                    |
| ۱۳۴  | لیبی                   | ۳٫۵۳۱×۱۰۹     | ۳۱ دسامبر ۲۰۱۶ est. | ۵۵۰                     | ۹                                     |
| ۱۳۵  | نپال                   | ۳٫۴۵۰۲×۱۰۹    | 31 July 2015        | ۱۲۰                     | ۱۶                                    |
| ۱۳۶  | الجزایر                | ۳٫۱۳۹×۱۰۹     | 30 June 2016        | ۸۰                      | ۲                                     |
| ۱۳۷  | بورکینافاسو            | ۳٫۰۹۲×۱۰۹     | ۳۱ دسامبر ۲۰۱۶ est. | ۱۶۰                     | ۲۶                                    |
| ۱۳۸  | سومالی                 | ۳٫۰۵۴×۱۰۹     | ۳۱ دسامبر ۲۰۱۳ est. | ۲۷۰                     | ۵۲                                    |
| ۱۳۹  | نیجر                   | ۲٫۷۲۹×۱۰۹     | ۳۱ دسامبر ۲۰۱۶ est. | ۱۳۰                     | ۳۶                                    |
| ۱۴۰  | مونته‌نگرو              | ۲٫۶۶۵۴×۱۰۹    | 31 December 2015    | ۴٬۳۰۰                   | ۶۶                                    |
| ۱۴۱  | سیشل                   | ۲٫۵۵۲×۱۰۹     | ۳۱ دسامبر ۲۰۱۶ est. | ۲۶٬۲۰۰                  | ۱۸۰                                   |
| ۱۴۲  | رواندا                 | ۲٫۴۴۲×۱۰۹     | ۳۱ دسامبر ۲۰۱۶ est. | ۲۰۰                     | ۲۹                                    |
| —    | برمودا                 | ۲٫۴۳۵×۱۰۹     | 2015 est.           | ۳۹٬۷۰۰                  | ۴۷                                    |
| —    | کوزوو                  | ۲٫۳۸۹۷×۱۰۹    | 30 June 2017        | ۱٬۲۰۰                   | ۳۴                                    |
| ۱۴۳  | بنین                   | ۲٫۳۴×۱۰۹      | ۳۱ دسامبر ۲۰۱۶ est. | ۲۰۰                     | ۲۶                                    |
| ۱۴۴  | تاجیکستان              | ۲٫۲۷۴۱×۱۰۹    | 31 December 2016    | ۲۶۰                     | ۳۵                                    |
| ۱۴۵  | بوتان (کشور)           | ۲٫۲۶۱×۱۰۹     | ۳۱ دسامبر ۲۰۱۶ est. | ۲٬۹۰۰                   | ۱۰۸                                   |
| ۱۴۶  | هائیتی                 | ۲٫۰۲۲×۱۰۹     | ۳۱ دسامبر ۲۰۱۶ est. | ۱۸۰                     | ۲۴                                    |
| ۱۴۷  | مالاوی                 | ۱٫۹۲۱×۱۰۹     | ۳۱ دسامبر ۲۰۱۶ est. | ۱۰۰                     | ۳۵                                    |
| ۱۴۸  | چاد                    | ۱٫۸۷۵×۱۰۹     | ۳۱ دسامبر ۲۰۱۶ est. | ۱۳۰                     | ۱۸                                    |
| ۱۴۹  | بوتسوانا               | ۱٫۶۸۵۴×۱۰۹    | 31 March 2017       | ۷۲۰                     | ۱۰                                    |
| —    | فلسطین                 | ۱٫۶۶۲×۱۰۹     | ۳۱ مارس ۲۰۱۶ est.   | ۳۴۰                     | ۱۷                                    |
| ۱۵۰  | کیپ ورد                | ۱٫۶۶×۱۰۹      | ۳۱ دسامبر ۲۰۱۶ est. | ۳٬۱۰۰                   | ۹۹                                    |
| ۱۵۱  | سیرالئون               | ۱٫۵۶۱×۱۰۹     | ۳۱ دسامبر ۲۰۱۶ est. | ۲۳۰                     | ۳۶                                    |
| ۱۵۲  | گینه استوایی           | ۱٫۳۶۴×۱۰۹     | ۳۱ دسامبر ۲۰۱۶ est. | ۱٬۵۰۰                   | ۱۲                                    |
| ۱۵۳  | جیبوتی                 | ۱٫۳۳۹×۱۰۹     | ۳۱ دسامبر ۲۰۱۶ est. | ۱٬۵۰۰                   | ۷۱                                    |
| ۱۵۴  | گینه                   | ۱٫۳۳۲×۱۰۹     | ۳۱ دسامبر ۲۰۱۶ est. | ۱۰۰                     | ۲۰                                    |
| ۱۵۵  | بلیز                   | ۱٫۳۲۷×۱۰۹     | ۳۱ دسامبر ۲۰۱۶ est. | ۳٬۵۰۰                   | ۷۵                                    |
| ۱۵۶  | افغانستان              | ۱٫۲۸×۱۰۹      | FY-2010/11          | ۴۰                      | ۷                                     |
| ۱۵۷  | سورینام                | ۱٫۲۳۵×۱۰۹     | ۳۱ دسامبر ۲۰۱۶ est. | ۲٬۲۰۰                   | ۳۰                                    |
| ۱۵۸  | توگو                   | ۱٫۱۷۳×۱۰۹     | ۳۱ دسامبر ۲۰۱۶ est. | ۱۵۰                     | ۲۶                                    |
| ۱۵۹  | گویان                  | ۱٫۱۴۳×۱۰۹     | 31 December 2015    | ۱٬۵۰۰                   | ۳۶                                    |
| ۱۶۰  | لیبریا                 | ۱٫۱۱۱×۱۰۹     | ۳۱ دسامبر ۲۰۱۶ est. | ۲۳۰                     | ۵۱                                    |
| ۱۶۱  | گینه بیسائو            | ۱٫۰۹۵×۱۰۹     | ۳۱ دسامبر ۲۰۱۰ est. | ۵۷۰                     | ۹۴                                    |
| ۱۶۲  | لسوتو                  | ۹۴۸٬۸۰۰٬۰۰۰   | ۳۱ دسامبر ۲۰۱۶ est. | ۴۳۰                     | ۵۳                                    |
| —    | جزایر فارو             | ۸۸۸٬۸۰۰٬۰۰۰   | 2010                | ۱۸٬۴۰۰                  | ۳۸                                    |
| ۱۶۳  | فیجی                   | ۸۳۳٬۴۰۰٬۰۰۰   | ۳۱ دسامبر ۲۰۱۶ est. | ۹۰۰                     | ۱۸                                    |
| ۱۶۴  | اریتره                 | ۸۲۰٬۲۰۰٬۰۰۰   | ۳۱ دسامبر ۲۰۱۶ est. | ۱۵۰                     | ۱۵                                    |
| ۱۶۵  | مالدیو                 | ۷۴۱٬۶۰۰٬۰۰۰   | 2014 est.           | ۲٬۰۰۰                   | ۲۳                                    |
| ۱۶۶  | بوروندی                | ۷۰۵٬۲۰۰٬۰۰۰   | ۳۱ دسامبر ۲۰۱۶ est. | ۶۰                      | ۲۶                                    |
| —    | آروبا                  | ۶۹۳٬۲۰۰٬۰۰۰   | ۳۱ دسامبر ۲۰۱۴ est. | ۶٬۶۰۰                   | ۲۸                                    |
| ۱۶۷  | جمهوری آفریقای مرکزی   | ۶۸۶٬۹۰۰٬۰۰۰   | ۳۱ دسامبر ۲۰۱۶ est. | ۱۳۰                     | ۳۹                                    |
| ۱۶۸  | گرنادا                 | ۶۷۹٬۰۰۰٬۰۰۰   | 2013 est.           | ۶٬۳۰۰                   | ۶۶                                    |
| ۱۶۹  | گامبیا                 | ۵۴۱٬۸۰۰٬۰۰۰   | ۳۱ دسامبر ۲۰۱۶ est. | ۲۶۰                     | ۶۱                                    |
| ۱۷۰  | سنت لوسیا              | ۵۱۳٬۲۰۰٬۰۰۰   | ۳۱ دسامبر ۲۰۱۶ est. | ۲٬۷۰۰                   | ۳۶                                    |
| ۱۷۱  | ترکمنستان              | ۵۰۲٬۸۰۰٬۰۰۰   | ۳۱ دسامبر ۲۰۱۶ est. | ۹۰                      | ۱                                     |
| ۱۷۲  | جزایر سلیمان           | ۴۹۱٬۵۰۰٬۰۰۰   | ۳۱ دسامبر ۲۰۱۳ est. | ۸۰۰                     | ۴۰                                    |
| ۱۷۳  | اسواتینی               | ۴۷۰٬۵۰۰٬۰۰۰   | ۳۱ دسامبر ۲۰۱۶ est. | ۳۶۰                     | ۱۴                                    |
| ۱۷۴  | ساموآ                  | ۴۴۷٬۲۰۰٬۰۰۰   | ۳۱ دسامبر ۲۰۱۳ est. | ۲٬۳۰۰                   | ۵۱                                    |
| ۱۷۵  | آنتیگوآ و باربودا      | ۴۴۱٬۲۰۰٬۰۰۰   | 31 December 2012    | ۴٬۷۰۰                   | ۳۴                                    |
| ۱۷۶  | سنت وینسنت و گرنادین‌ها | ۳۲۱٬۱۰۰٬۰۰۰   | ۳۱ دسامبر ۲۰۱۶ est. | ۲٬۹۰۰                   | ۴۲                                    |
| ۱۷۷  | تیمور شرقی             | ۳۱۱٬۵۰۰٬۰۰۰   | ۳۱ دسامبر ۲۰۱۴ est. | ۲۵۰                     | ۱۲                                    |
| ۱۷۸  | دومینیکا               | ۲۸۸٬۶۰۰٬۰۰۰   | ۳۱ دسامبر ۲۰۱۶ est. | ۳٬۹۰۰                   | ۵۵                                    |
| —    | جزایر کوک              | ۲۸۱٬۲۰۰٬۰۰۰   | 31 December 2011    | ۱۳٬۴۰۰                  | ۲۳                                    |
| ۱۷۹  | سائوتومه و پرنسیپ      | ۲۳۶٬۵۰۰٬۰۰۰   | ۳۱ دسامبر ۲۰۱۶ est. | ۱٬۲۰۰                   | ۶۷                                    |
| ۱۸۰  | تونگا                  | ۲۳۳٬۱۰۰٬۰۰۰   | ۳۱ دسامبر ۲۰۱۶ est. | ۲٬۲۰۰                   | ۵۴                                    |
| ۱۸۱  | وانواتو                | ۲۰۸٬۱۰۰٬۰۰۰   | ۳۱ دسامبر ۲۰۱۶ est. | ۷۵۰                     | ۲۷                                    |
| ۱۸۲  | سنت کیتس و نویس        | ۱۸۷٬۵۰۰٬۰۰۰   | ۳۱ دسامبر ۲۰۱۶ est. | ۳٬۳۰۰                   | ۲۰                                    |
| ۱۸۳  | کومور                  | ۱۳۳٬۳۰۰٬۰۰۰   | ۳۱ دسامبر ۲۰۱۶ est. | ۱۶۰                     | ۲۱                                    |
| —    | کالدونیای جدید         | ۱۱۲٬۰۰۰٬۰۰۰   | ۳۱ دسامبر ۲۰۱۳ est. | ۴۲۰                     | ۱                                     |
| ۱۸۴  | جزایر مارشال           | ۹۷٬۹۶۰٬۰۰۰    | 2013 est.           | ۱٬۸۰۰                   | ۵۲                                    |
| ۱۸۵  | ایالات فدرال میکرونزی  | ۹۳٬۶۰۰٬۰۰۰    | 2013 est.           | ۹۰۰                     | ۲۹                                    |
| —    | جزایر کیمن             | ۷۹٬۰۰۰٬۰۰۰    | 1998 est.           | ۲٬۱۰۰                   | ۷                                     |
| —    | گرینلند                | ۳۶٬۴۰۰٬۰۰۰    | 2010                | ۶۵۰                     | ۲                                     |
| ۱۸۶  | نائورو                 | ۳۳٬۳۰۰٬۰۰۰    | 2004 est.           | ۳٬۲۰۰                   | ۲۲                                    |
| —    | جزایر ویرجین انگلستان  | ۱۷٬۶۷۰٬۰۰۰    | 31 December 2016    | ۵۷۰                     | ۲                                     |
| ۱۸۷  | کیریباتی               | ۱۳٬۶۰۰٬۰۰۰    | 2013 est.           | ۱۲۰                     | ۸                                     |
| —    | آنگویلا                | ۸٬۸۰۰٬۰۰۰     | 1998                | ۵۹۰                     | ۵                                     |
| —    | والیس و فوتونا         | ۳٬۶۷۰٬۰۰۰     | 2004                | ۲۸۰                     | ۶                                     |
| —    | مونتسرات               | ۱٬۰۴۰٬۰۰۰     | 31 December 2011    | ۲۰۰                     | ۲                                     |
| ۱۸۸  | برونئی                 | 0             | 2014                | ۰                       | ۰                                     |
| ۱۸۸  | لیختن‌اشتاین            | 0             | 2001                | ۰                       | ۰                                     |
| —    | ماکائو                 | 0             | 31 December 2013    | ۰                       | ۰                                     |
| —    | نیووی                  | 0             | 27 October 2016     | ۰                       | ۰                                     |
| ۱۹۰  | آندورا                 |               | بدون اطلاعات        |                         |                                       |
| ۱۹۰  | سان مارینو             |               | بدون اطلاعات        |                         |                                       |
| ۱۹۰  | سودان جنوبی            |               | بدون اطلاعات        |                         |                                       |
| ۱۹۰  | تووالو                 |               | بدون اطلاعات        |                         |                                       |